# Boneh Qeysar
Boneh Qeysar (persiska: بنه قیسر, Qeyşarābād) är en ort i Iran.   Den ligger i provinsen Khuzestan, i den centrala delen av landet, 500 km sydväst om huvudstaden Teheran. Boneh Qeysar ligger 124 meter över havet och antalet invånare är 131.
Terrängen runt Boneh Qeysar är platt.Runt Boneh Qeysar är det ganska tätbefolkat, med 80 invånare per kvadratkilometer. Närmaste större samhälle är Sabz Āb, 6,6 km öster om Boneh Qeysar. Trakten runt Boneh Qeysar är ofruktbar med lite eller ingen växtlighet.